# Druivenkoers 2013
La Druivenkoers 2013, cinquantatreesima edizione della corsa, valida come evento dell'UCI Europe Tour 2013 categoria 1.1, si svolse il 21 agosto 2013 su un percorso di 199,2 km. Fu vinta dal belga Björn Leukemans, che terminò la gara in 4h46'54" alla media di 41,65 km/h.
Dei 169 ciclisti alla partenza furono 78 a portare a termine la gara.

## Squadre partecipanti
| N.      | Cod. | Squadra                     |
| ------- | ---- | --------------------------- |
| 1-8     | LTB  | Lotto-Belisol Team          |
| 11-18   | VCD  | Vacansoleil-DCM             |
| 21-28   | AJW  | Accent Jobs-Wanty           |
| 31-38   | CRE  | Crelan-Euphony              |
| 41-48   | TNE  | Team NetApp-Endura          |
| 51-58   | TSV  | Topsport Vlaanderen-Baloise |
| 61-68   | SKT  | An Post-Chainreaction       |
| 71-78   | CMD  | Colba-Superano Ham          |
| 81-88   | RIJ  | Cyclingteam De Rijke-Shanks |
| 91-98   | CJP  | Cyclingteam Jo Piels        |
| 101-108 | DOL  | Doltcini-Flanders           |

| N.      | Cod. | Squadra                        |
| ------- | ---- | ------------------------------ |
| 111-118 | MGT  | Madison-Genesis                |
| 121-128 | STF  | Start-Trigon Cycling Team      |
| 131-138 | PCW  | T.Palm-Pôle Continental Wallon |
| 141-148 | VPC  | Concordia Forsikring-Riwal     |
| 151-158 | CCD  | Team Differdange-Losch         |
| 161-168 | TRS  | Team Quantec-Indeland          |
| 171-178 | MMM  | Team 3M                        |
| 181-188 | TWJ  | To Win-Josan Cycling Team      |
| 191-198 | JVC  | Ventilair-Steria               |
| 201-208 | WIL  | Vérandas Willems               |
| 211-218 | WBC  | Wallonie-Bruxelles             |

## Ordine d'arrivo (Top 10)
| Pos. | Corridore          | Squadra          | Tempo    |
| ---- | ------------------ | ---------------- | -------- |
| 1    | Björn Leukemans    | Vacansoleil      | 4h46'54" |
| 2    | Jurgen Van Goolen  | AccentJobs       | s.t.     |
| 3    | Kenneth Vanbilsen  | Topsport Vl.     | a 3"     |
| 4    | Jonas Vangenechten | Lotto-Belisol    | a 20"    |
| 5    | Kenny Dehaes       | Lotto-Belisol    | s.t.     |
| 6    | Marco Marcato      | Vacansoleil      | s.t.     |
| 7    | Timothy Dupont     | Ventilair-Steria | s.t.     |
| 8    | Tom Van Asbroeck   | Topsport Vl.     | s.t.     |
| 9    | Yves Lampaert      | Topsport Vl.     | s.t.     |
| 10   | Antoine Demoitie   | Wallonie         | s.t.     |